# مسئله آفریننده خدا
چالشی متداول، برای گزاره‌های خداباورانهٔ مبنیِ بر وجودِ یک الهه یا خدایِ آفرینش، به عنوان محرکِ بی حرکتِ ضروری برای جهان، این سؤال است: "چه کسی خدا را آفرید؟" خالق خدا علتی فرضی است که مسئول وجود خدا است، بر فرض که خدا وجود داشته باشد. این سؤال، آن گزاره را که جهان نمی‌تواند بدون یک خالق وجود داشته باشد، با در نظر گرفتن این که خالق جهان خودش باید همان قیدها [ی اشکال تراشانه] را داشته باشد، به چالش می‌کشد. این به نوبه خود می‌تواند به مسئلهٔ تسلسل منجر شود، که در آن، هر آفرینندهٔ جدیدِ انگاشته‌شده، خودش این‌طور انگاشته می‌شود که خالق خود را دارد. فرض کلی این است، که هر چنین خالق خدایی، باید خودش پیچیدگی و قدرت حتی بزرگ‌تری را دارا باشد.
برخی از سنت‌های ایمانی، به عنوان بخشی از دکترین خود یک چنین عنصری را دارا هستند. جین‌گرایی (آیینی هندی که با آیین بودا تشابه دارد و ریاضت کشی و احترام به همه موجودات را تأکید می‌کند - فرهنگ آریانپور) این که جهان ابدی و ازلی است و همیشه وجود داشته‌است را اصل قرار می‌دهند. در گنوستیسیزم اغلب این پیشنهاد می‌شود که خدا خالقی دارد. در مورمونیزم باور بر این است که یک زمانی خدای این زمین انسانی فانی بوده، که پدری برای خودش داشته‌است.

## دیدگاه‌ها
اوشو می‌نویسد:
نه، این را نپرس. این چیزی است که همه ادیان می‌گویند - نپرس چه کسی خدا را خلق کرده است. اما این عجیب است -چرا که نه؟ اگر آن سؤال دربارهٔ وجود صحیح است، چرا وقتی که به خدا اعمال می‌شود ناصحیح می‌شود؟ و به محض این که بپرسی چه کسی خدا را خلق کرد، اسیر وضعیتی پوچ از بازگشت‌وبازرفت می‌شوی (به انگلیسی: Regress absurdum).
جان هامفری می‌نویسد:
... اگر کسی قادر بود توجیه ارائه کند، مجبور می‌شدیم به چیزی که فیلسوف‌ها به آن تسلسل می‌گویند (به انگلیسی: infinite regress) مبادرت کنیم. با مقرر کردن این که چه کسی خدا را آفریده، آن گاه مجبور می‌شویم به این سؤال پاسخ دهیم که چه کسی خالق خدا را آفریده.
در کتاب خدا، مؤلف، Michael Arnheim، می‌نویسد:
اعتراض خداناباور این است که اگر خدا جهان را آفریده‌است، چه کسی خدا را آفریده‌است؟ با برآورد تعداد دفعاتی که داوکینز همین نکته را در پندار خدا تکرار می‌کند، یک نفر باید بپندارد که وی این را استدلالی کشنده بر ضد وجود خدا می‌بیند.
مولف، Alan Laurie، می‌نویسد:
اگر خدا جهان را آفریده، چه کسی خدا را آفریده؟ این مخمصه ای است که عوام مذهبی، به نومیدی سعی می‌کنند از آن اجتناب کنند." این سؤال، "چه کسی خدا را آفریده؟"، برای هزاران سال توسط الهی‌دانان مورد تعمق قرار گرفته، و پاسخ به طرزی شگفت‌آوری واضح و به طرزی فلسفی ظریف است…
... هر چه را که یک نفر دربارهٔ مراحل اولیه جهان گمان کند، در درست همان منشأ "چیزی [دیگر]" وجود دارد که آفریده نشده‌است. با فرض یک حقیقت کیهانی، این مسئله ای گریز ناپذیر است.

## نقد برهان
در مواجه با این صحبت ها تقریر هایی وابسته به برهان علیت عنوان شده است.برای مثال متکلمان و فیلسوفان مسلمان در پاسخ به این برهان می گویند که استدلال بر اینکه جهان به افریننده احتیاج دارد،به معنی آن نیست که هر چیزی به افریننده احتياج دارد،بلکه منظور ان است که هر پدیده و معلولی احتیاج به علت دارد و چیزی که معلول نباشد،احتیاجی به علت نخواهد داشت.انها خدا را موجودی بی نیاز و غیر معلول می دانند که احتیاجی به علت ندارد؛اما جهان را موجودی نیازمند.اگر بگویید که چرا تنها خدا می تواند بی نیاز باشد؟پاسخ ایشان این است که برای بی نیازی،احتیاج به نامحدود و بی نهایت بودن است و نامحدود و بی نهایت جایی برای دیگری باقی نمی گذارد.